# Dendrobium crassilabium
Dendrobium crassilabium là một loài thực vật có hoa trong họ Lan. Loài này được P.J.Spence mô tả khoa học đầu tiên năm 2004.